# Зиги
Зиги, Зихи, Зігі, Зики, Зикхи, Чиги, Чики, Джихи (дав.-гр. Ζυγοί, груз. Джики) — давньогрецька й латинська назва для адиго-абхазьких племінних об'єднань Зигії на північному заході Кавказу, використовуване за періода класичної античності до періода пізнього середньовіччя.
Зиги є одним з основних компонентів у етногенезі сучасних адигів й абхазів.

## Назва
У I ст. до н. е. першу згадку про зигів зробив Страбон у своїй праці «Географія», книга XI.
У IV столітті вони згадуються у періплі «Опис земного кола», яке зробив Руф Фест Авіен, зокрема, він писав так:
«Поблизу живе суворе плем'я геніохів, потім зиги, які колись, залишили царство пелазгів і зайняли найближчі місцевості Понта».
Одне з останніх згадок цього етноніма відноситься до XV століття. Генуезець Джорджіо Інтеріано, що мешкав на Кавказі в XV столітті у своїй книзі «Життя зиків, іменованих черкасами» писав, що «зихами» звуться вони грецькою й латинською мовами; татари й турки звуть їх «черкасами», а самі вони називають себе — «адиги». У XVI столітті у «Записках про Московію» габсбурзький посол, історик і письменник Зиґмунд фон Герберштайн, віддаючи данину колишній традиції, називає цю народність «чікі» (ciki), однак паралельно вже використовує нову назву — «черкаси пятигірські».

## Область розселення
У відомий дослідникам історичний період (античність і середньовіччя) зиги населяли приблизно одні й ті ж приморські нагірні території Східного Надчорномор'я — від районів розташування сучасного міста Новоросійська (на півночі) до міста Гагра (на півдні). Близько I ст. до н. е. їх сусідами називають ахейців, геніохів, керкетів й макропогонів, а у VI ст. Прокопій Кесарійський називає у їх оточенні аланів, абазгів й гунів-савірів (також у цей період поряд мешкали сагини й гуни-утигури). Область розселення зигів називалася Зигія (Черкесія), у якій розташовувалися невеликі міста — Зигополь, Никопсія та інші. На думку етнографа-кавказознавця Олександра Гадло одне з зигських племен — сугди (нащадки давніх синдів) — у VIII столітті під тиском хозар переселилося у Крим, де ними було засновано місто Сугдея.
Місцевість та природні умови країни зигів були досить складними й важкодоступними, так I ст. до н. е., Мітрідату Євпатору, якого вигнаноно з Понтійського царства у Боспорське, довелося відмовитися проходити через Зигію через її суворість і дикість, тільки з великими труднощами йому вдалося пробратися вздовж узбережжя.

### Міграції зигів
Найдавніші міграційні потоки з території історичної Зигії відзначаються для кімерійської доби такими авторитетними дослідниками цього питання, як Єльницький Л. А., Членова Н. Л., Джавахішвілі І. О., а також Мелікішвілі Г. О., який зробив висновок, що мали місце міграції частини зигів навіть до Трабзона (тобто зиги дисперсно розселялися й жили на теренах сучасної Абхазії та Грузії).

## Історія
Страбон описує зигів (поряд з ахейцями та геніохами) як народ, що панував на морі та справляв флотилії для нападу не тільки на купецькі кораблі, але й на прибережні міста. Також він згадує про співпрацю цих приморських племен Кавказу з мешканцями Боспорської держави, що надавали їм свої корабельні стоянки й ринки для збуту здобичі. Зазвичай тактика зигів зводилася до висадки на чужій, добре відомій їм лісистій території, де вони переносили на плечах і ховали свої малі судна, й пішки здійснювали набіги на поселення, з метою викрадення людей для продажу в рабство або отримання за них викупу (зиги сповіщали рідних полонених про викуп вже після виходу у море, й погоджувалися на нього охоче).
Керували зигами так звані «скептухи» («жезло-» або «скиптроносці»), що підпорядковувалися у свою чергу царям, яких могло бути кілька (наприклад у сусідніх геніохів Страбон згадує одночасно чотирьох царів). Про звичаї, що панували тоді, Страбон повідомляє в розповіді про Мітрідата Великого:
«Ця країна виявилася легко прохідною; від наміру пройти через країну зигів йому довелося відмовитися через її суворість і дикість; тільки з труднощами вдалося Мітрідату пробратися вздовж узбережжя, - більшу частину шляху просувався вздовж моря, поки він не прибув до країни ахейців. За їхньої підтримки царю вдалося завершити свою подорож з Фасісу - без малого 4000 стадій ».
У X столітті єврейсько-хозарське листування згадує зигів і касогів серед країн та народів, що воюють з Хозарським каганатом.
На рубежі VIII-IX століть Зигія, очолювана вождями, була досить значною країною. Зиґмунд Герберштайн, посол німецького імператора, який відвідав Велике князівство Московське у 1517 й у 1526 роках, розповідав, що там, де Кавказький хребет упирається в південний рукав Кубані, у горах мешкали п'ятигірські черкаси або чики (Chiki):
«... Цей народ, сподіваючись на захист своїх гір, не робить послуху ні туркам, ні татарам. Московіти стверджують, що це християни, що вони живуть за своїми звичаями, ні від кого не залежать, сповідують грецьку віру, а службу церковну відправляють на слов'янській мові, якою головним чином і користуються. Вони здебільшого сміливі пірати. Спускаються у море річками, що течуть з їх гір, вони грабують, кого попаде, а особливо купців, що пливуть з Кафи до Константинополя ... »

## Релігія
За церковними переказами, святий апостол Андрій у 40-му році по Христу проповідував християнське віровчення серед гірських народів: алан, абазгів і зигів.
У ранньому середньовіччі зиги поступово починають відмовлятися від традиційних вірувань (власний пантеон богів і культ духів предків) на користь активно поширюваного з Візантії християнства.
У VI—IX століттях на їх землях існували єпархії у складі Константинопольського патріархату (Зигійська, Никопська та інші єпархії).
На початку XVI століття повідомляється про те, що зиги були християнами, що сповідували «грецьку віру», а церковну службу відправляли слов'янською мовою, якою головним чином і користувалися.
Згідно «Житія», Симон Кананіт був убитий зигами в Никопсії у 55 році.

## Господарська діяльність
Племена зигів займалися землеробством і розводили худобу, наскільки це можливо в нагірних районах (Страбон згадує про убогість їх землі).
Серед приморських племен Кавказу існувало мале суднобудування — вони будували невеликі, вузькі та легкі судна, місткістю приблизно до 25 осіб (рідко 30), звані греками «камара», тобто «криті човни». Тацит описує камари, як низькобортні, широкі у в'язанні барки, для виготовлення яких не використовуються ні мідні, ні залізні скріпи. Під час шторму на них поверх бортів накладають дошки, утворюючи щось на зразок даху, й захищені таким чином човни легко маневрують. Ще однією перевагою при маневруванні було те, що камари мали з обох кінців носи, а весла можна було перекладати за бажанням в різних напрямках, тому судно могло змінювати курс без розвороту.
Через набіги і морський розбій у зигів з середини I тисячоліття до н. е. процвітала торгівля людьми. Тривалий період своєї історії вони були основними постачальниками рабів для міст Боспорської держави (Пантікапею, Феодосії, Фанагорії, Горгіппії та інших).